# (21856) Heathermaria
(21856) Heathermaria (1999 TR150) – planetoida z pasa głównego asteroid okrążająca Słońce w ciągu 3,29 lat w średniej odległości 2,21 j.a. Odkryta 7 października 1999 roku.